# Евклаз
Евклаз — мінерал підкласу острівних силікатів, силікат алюмінію і берилію острівної будови.

## Етимологія та історія
Назва — від дав.-грецьк. εὐ- — добре і κλάσις — перелом, розбиття. Евклаз завезений в Європу з Південної Америки у 18 ст. Мінерал вперше описав у 1792 р. французький мінералог Рене-Жюст Аюї (1743—1822).

## Загальний опис
Хімічна формула: Al2Be2[SiO4]2(OH)2.
Містить (%): Al2О3 — 35,16; BeO — 17,24; SiO2 — 41,4; Н2О — 6,2. Сингонія моноклінна.
Утворює пластинчасті, таблитчасті, коротко- і довгопризматичні кристали, багаті гранями; агрегати сноповидної і напівсферичної форми. Безбарвний, білий або забарвлений в блакитний, синій, жовтий, жовтувато- або смарагдово-зелений кольори. Прозорий. Блиск скляний, на зламі жирний.
Твердість 7,5. Густина близько 3,1. Спайність довершена в одному напрямі. Розщеплення досконале, паралельне клінопінакоїду. При терті електризується.
Евклаз — ендогенний мінерал. Продукт розкладання берилу в пегматитах і в низькотемпературних
альпійських жилах.
Асоціація: польовий шпат, кварц, топаз, берил, слюда, кальцит, анкерит, хлорит.
Зустрічається в міаролових порожнинах гранітних пегматитів; у ґрейзенах і високотемпературних кварцових жилах; в альпійських жилах спільно з кристалами адуляру, кварцу і флюориту.
Утворення великих скупчень дрібнококристалічного евклазу пов'язано з флюоритизацією, мусковітизацією, турмалінізацією, хлоритизацією вапняків і гранітів.
У екзогенних умовах евклаз стійкий, зустрічається в алмазоносних і золотоносних пісках. Прозорий евклаз — коштовний камінь.
Головні родовища: Кольсва (Швеція), Альто-Момос (Еквадор), Кашмір (Індія), Лукан-газі (Танзанія), Івеланн (Норвегія); Примор'я, Саха, Забайкалля, Урал (Росія) та ін.
Його типове місце розташування — Ору-Прету, штат Мінас-Жерайс, південно-східний регіон, Бразилія, де він зустрічається з топазом. Зразок мінералу зберігається у Національному музеї природознавства, Париж, Франція, № 3303.
Евклаз — один з гол. компонентів берилієвих руд.